# Aphantopus pseudohyperantus
Aphantopus pseudohyperantus är en fjärilsart som beskrevs av Embrik Strand 1919. Aphantopus pseudohyperantus ingår i släktet Aphantopus och familjen praktfjärilar. Inga underarter finns listade i Catalogue of Life.